# 活屍大軍
是一部2021年美國喪屍搶劫片，由查克·史奈德執導並與沙伊·哈頓、喬比·哈諾德共同撰寫劇本；故事取自史奈德的構想，敘述一群僱傭兵在拉斯維加斯爆發喪屍災情期間冒險闖入隔離區，以試圖進行一場大劫案。主演包括戴夫·巴帝斯塔、艾拉·彭内爾、安娜·狄拉·雷格拉、奧瑪瑞·哈威克、迪奧·羅西、馬提亞斯·史維克福、諾拉·艾妮詹德、真田廣之、提格·諾塔羅、勞爾·卡斯提洛、休瑪·古列西及葛瑞特·迪拉杭特。
電影的開發始於2007年，但在華納兄弟公司中陷入多年難產。直到Netflix於2019年接手執行。史奈德擔任導演後不久，演出陣容公開。2019年7月投入拍攝，地點包括加利福尼亞州洛杉磯、新墨西哥州阿布奎基，以及紐澤西州大西洋俱樂部賭場酒店。演員克里斯·德艾利略在拍攝期間因性行為不端指控而被刪去戲份；諾塔羅被找來取代德艾利略的角色，劇組以綠幕合成的方式將她加入片中。
該片由史奈德的The Stone Quarry製作。定於2021年5月14日在美國有限上映，2021年5月21日在上線。
本片在第94屆奧斯卡金像獎上贏得「最佳人氣電影獎」。

## 劇情
在美國51區外，一支美軍車隊遭一對分心的新婚夫妻駕車撞上，使軍隊運輸的未知物品貨櫃開啟，一名超人類喪屍被釋放並殺死在場所有士兵，同時感染了其中兩個士兵。該喪屍前往拉斯維加斯，造成大規模爆發，全城沦陷。軍方難以駕馭情勢，迫使聯邦政府在拉斯維加斯外邊透過運輸貨櫃建立圍牆來隔離整座城市。
賭場老闆田中布萊和他的同事馬丁拜訪在漢堡店工作的前僱傭兵史考特·沃德，以5千万酬劳聘請他搶在政府于國慶日用戰術核武器摧毀該城市前，從賭場的保險庫中竊取2億美元。沃德同意並招募他的前隊友瑪莉亞·克魯茲和范德羅，以及直升機飛行員瑪麗安娜·比特絲、德國保險庫破解員路德維格·迪特和墨西哥神槍手麥基·古茲曼，加上古茲曼聘來的錢柏絲。馬丁還加入了團隊，對其進行了觀察。為了滲入拉斯維加斯，他們尋求沃德在隔離營工作的女兒凱特。據了解，凱特在父親不得已殺死喪屍化的母親後與他疏遠。凱特向他們引薦熟悉這座城市的莉莉。莉莉還出於未公開的原因招募了隔離營的保安伯特·康明斯。當凱特得知莉莉護送她的朋友吉塔進城時，凱特堅持加入團隊尋找她，沃德起初反對但最後仍妥協。
在進入城市時，眾人短暫碰見名為「瓦倫婷」（Valentine）的喪屍虎。接著，莉莉開槍打傷并制服濫用職權性侵難民女性的康明斯。她向團隊解釋說，這裡存在兩大類喪屍：普通喪屍和更聰明強大的阿爾法喪屍，其中後者允許以祭品的方式換取他們的安全。随后，一位名叫「新娘」的女性阿爾法將作为祭品的康明斯帶到奧林匹斯（Olympus）赌场，在那他被阿爾法領導人宙斯感染。莉莉帶領團隊穿越建築物迴避敵人，但他們發現了許多冬眠的普通喪屍。團隊用螢光棒為路徑做記號。錢柏絲懷疑馬丁是別有用心跟在其后，馬丁趁机將錢柏絲的路線轉移，使她迷路并喚醒喪屍。當她被壓制時，古茲曼被迫射擊她的汽油箱引爆她及其周圍的喪屍。
當團隊到達布萊的賭場時，沃德和凱特打開電源，比特絲在屋頂準備直升機，迪特在地下保險庫工作，馬丁和莉莉则守在入口。但馬丁卻引誘新娘靠近，將她斬首並將首級裝袋，随后解釋說布萊的目標不是錢，而是他正在與政府合作，企圖利用新娘首級控制喪屍來建立一支喪屍大軍。宙斯后来發現她的屍體，其孕中胎儿亦死，怒而率領阿爾法進军布萊的賭場。这时，电视上新聞報導指出，政府迫于舆论压力，决定提前一日投擲核彈，使團隊只有一個多小時来完成任务。迪特打開保險庫時，沃德發現凱特已離開尋找吉塔。沃德和克魯茲去找她，但是他們遭到了阿爾法的襲擊，克魯茲死亡。在逃跑期間，馬丁將團隊困在地下室，但當他走到外面時，他發現莉莉用點鈔機掉包首級，隨後被守候的瓦倫婷残杀。范德羅試圖與宙斯交手，但被轻松壓制，迫使迪特犧牲自己，在自己被宙斯殺死前將范德羅关進保險庫中。同時，沃德、莉莉和古茲曼進入大廳，在設法通過時被眾多喪屍圍攻；最後古茲曼引爆手榴彈與所有喪屍同歸於盡。當他們到達楼頂時，宙斯追了上來。莉莉用新娘首級分散其注意力，沃德和比特絲得以搭機逃脫。莉莉后被宙斯刺穿，但也在死前砸碎新娘的首級。
沃德要求比特絲帶他去奧林匹斯赌场找回凱特，宙斯與阿爾法大軍追击在后。凱特在赌场找到吉塔，但她們遭到受感染的康明斯襲擊，直到凱特槍殺對方。她們隨後被宙斯與阿爾法包圍，但沃德及時趕到，用榴彈擊退宙斯。他們到達屋頂却不见比特絲的身影，在众人绝望之际，比特絲良心发现飞回楼顶接应他们，但宙斯也赶到并跳上直升機，与沃德展開對決。儘管宙斯咬了沃德，但沃德最終仍開槍殺死對方。同時，核彈投擲下來炸毀城市，其引发的衝擊波導致直升機墜毀，比特絲和吉塔死去。倖存的凱特找到已感染的沃德，后者給了她一筆錢，讓凱特能展開新生活。凱特隨後忍痛開槍殺死喪屍化的沃德，她難過地待在原地，直到軍方的救援直升機抵達。田中布莱则看着电视直播，一脸失望。
范德羅因躲在保險庫中而得以倖存。帶著幾袋大钞的他驱車前往猶他州，并租了一架私人飛機准备前往墨西哥城。但在机上与空姐庆酒时，他開始感到頭暈，空姐也注意到他的體溫下降。當他在廁所檢查自己時，發現胳膊有不久前在與宙斯搏鬥時遭咬傷的伤痕，随后为自己即將變成喪屍的下场而无可奈何。

## 演員
- 戴夫·巴帝斯塔飾演史考特·沃德（Scott Ward）：團隊領導兼僱傭組織賭城爆仇（Las Vengeance）的創始人。
- 艾拉·彭内爾飾演凱特·沃德（Kate Ward）：史考特疏遠的女兒，世界衛生組織志工。
- 安娜·狄拉·雷格拉飾演瑪莉亞·克魯茲（Maria Cruz）：團隊一員，史考特的左右手和技工伴侶，並暗戀著他。
- 奧瑪瑞·哈威克飾演范德羅（Vanderohe）：團隊一員，史考特的朋友。
- 馬提亞斯·史維克福飾演路德維格·迪特（Ludwig Dieter）：團隊一員，保險庫破解員。
- 諾拉·艾妮詹德飾演「郊狼」莉莉（Lily "The Coyote"）：團隊一員，熟知城市內部情況的法國士兵。
- 提格·諾塔羅飾演瑪麗安娜·比特絲（Marianne Peters）：團隊飛行員，直升機飛行員。
- 勞爾·卡斯提洛飾演麥基·古茲曼（Mikey Guzman）：團隊一員，神槍手和網路紅人。
- 葛瑞特·迪拉杭特飾演馬丁（Martin）：團隊一員，田中的私人保鑣，賭場的前保安負責人。
- 薩曼莎·喬飾演錢柏絲（Chambers）：團隊一員，古茲曼的同伴。
- 迪奧·羅西飾演伯特·康明斯（Burt Cummings）：濫用職權騷擾難民的隔離營保安，被莉莉以兩萬美金邀請入伙，實際上是利用其當祭品獻給宙斯。
- 真田廣之飾演田中布萊（Bly Tanaka）：策劃搶劫案並招募團隊的日本富翁。
- 休瑪·古列西飾演吉塔（Geeta）：擁有兩個孩子的單親母親，被剝奪了公民權的難民，凱特的朋友。
- 理查·塞特倫（Richard Cetrone）飾演宙斯（Zeus）：阿爾法喪屍王。
- 阿西娜·佩蘭普（Athena Perample）飾演新娘（The Bride）：阿爾法喪屍皇后。
- 邁克·卡西迪飾演卡西迪中士（Sergeant Cassidy）：美軍運輸車隊的士兵。

## 製作

### 發展
《活屍大軍》的開發始於2007年3月，由環球影業和華納兄弟計劃作為查克·史奈德電影《活人生吃》（2004年）的續集，馬諦司·范海尼傑接下導演一職，但該項目陷入多年難產。他向《娛樂周刊》表示，這個構想在長期合作的華納兄弟中停滯不前：「他們不想在喪屍片上花那麼多錢，或者只是不想那麼認真地對待它，」「我一直在想，『大夥們，這不僅僅只是一部喪屍片』，但它有始無終。」史奈德與Netflix接洽，在會議中展示他對劇本的研究和構想，公司負責人極具興趣並爽快地投資：「明天去寫劇本吧，我們能在一週內開拍。」2019年1月，宣布已從華納兄弟那取得了其版權，該片由史奈德回歸執導，並與喬比·哈諾德共同撰寫劇本，妻子黛博拉·史奈德製片，將於2019年夏天開始製作，預算約9000萬美元。《活屍大軍》不像史奈德在與華納兄弟合作製作《正義聯盟》（2017年）時那樣遇到困難，他能夠在不受干擾的情況下實現自己的想法，沒有所謂的「委員會」監督。
史奈德將該片描述為「一部充分發展、全力以赴的喪屍搶劫片」，他在完成電影《活人生吃》後很快有其構想，劇情講述內華達州秘密的51區軍事基地釋放了瘟疫，美國政府已透過在城市外圍修建隔離牆來控制疫情，但有人嘗試在此期間得到賭場中的大量現金。片中還帶有一些政治色彩：關於移民、消費主義和總統主義的隱喻，史奈德說：「在一條故事線中，總統說要核殺拉斯維加斯市以結束殭屍瘟疫－在7月4日這樣做是種愛國主義。」對於恐怖電影而言，《活屍大軍》的靈感來自《異形2》（1986年）、《突變第三型》（1982年）、《人猿星球》系列和《紐約大逃亡》（1981年），而在搶劫電影方面則參考了《大淘金》（1969年）、《沖天炮與飛毛腿》（1974年）以及《瞞天過海》系列。

### 選角
戴夫·巴帝斯塔於2019年4月確認出演該片。巴帝斯塔很快地答應史奈德的演出邀約，除了在一部電影中擔任主角能獲得更多錢外，這名演員補充：「這份承擔對我耿耿於懷，加上我一直在尋求飽滿的角色演出。」「然後，我閱讀了該劇本，它比我想像的要加深層。此外，坦白說我想與查克合作。」巴帝斯塔起初不感興趣，他表示：「喪屍片必須有一些特別之處才能讓我簽約。」他也為此不得不放棄出演詹姆斯·岡恩的《自殺突擊隊：集結》（2021年，巴帝斯塔和岡恩先前在《星際異攻隊》及其續集合作）；巴帝斯塔致電給岡恩訴說自己的原因，對方也能理解。此外，巴帝斯塔也曾試鏡過同樣是喪屍題材的電視劇《陰屍路》，但因龐大的身材而被拒絕。
2019年5月，艾拉·彭内爾、安娜·狄拉·雷格拉、迪奧·羅西及休瑪·古列西加入演出陣容。7月，其他演員陸續簽約加入，包括葛瑞特·迪拉杭特、勞爾·卡斯提洛、奧瑪瑞·哈威克、克里斯·德艾利略、真田廣之、諾拉·艾妮詹德、馬提亞斯·史維克福、薩曼莎·喬和李察·蓋特羅內（Richard Cetrone）。2020年8月，提格·諾塔羅被選來接替德艾利略，後者因受到性行為不端指控而被剪去戲份；由於COVID-19疫情影響，劇組以綠幕合成的方式讓諾塔羅取代德艾利略的角色。史奈德對此表示：「我們只覺得這樣是正確的做法。」「這不僅是為了資產，也是尊重人類、人民和禮儀的最佳選擇。總而言之，這是一個非常簡單的選擇。」諾塔羅也為此在參與拍攝時大多沒有其他主演的陪伴，讓她得向空氣對話，其中她和雷格拉同時出現的一個場景僅用了半天的時間就拍攝完畢；巴帝斯塔不認識也從未謀面過諾塔羅，他在看成品時感到怪異。

### 拍攝
該片於2019年7月15日開始在加利福尼亞州洛杉磯和新墨西哥州阿布奎基進行主要拍攝。攝製也在紐澤西州大西洋城現已關閉的大西洋俱樂部賭場酒店進行。史奈德還身兼攝影指導，並使用訂製的瑞德數位攝影機來拍片，這也是史奈德首次擔任長片的攝影；此外，身兼導演和攝影指導的史奈德在拍片時從未坐在椅子上。劇組於2019年10月宣布殺青，之後在洛杉磯進行後製。
2021年3月，史奈德宣告製作完成。《活屍大軍》的製作被史奈德描述為最令他滿意的經歷，且同時指導演員和掌鏡使工作更加容易。

## 設計
作为《活屍大軍》最具特色的设定，變種「阿爾法喪屍」（Alpha Zombie）动作迅捷、头脑灵活且具組織能力，与普通丧尸有很大不同。其中名為宙斯（Zeus）的神秘阿爾法是喪屍头领，他能在咬人時将對方转化成阿爾法。但若這些阿爾法咬人，那他們则會變回普通喪屍。此外，片中有一幕宙斯從戀人新娘（The Bride）的腹部中取出一名喪屍胎兒，但未交代其來源。史奈德證實胎兒偏向於喪屍性愛的產物，阿爾法喪屍間確實具有愛情元素。
片中加入喪屍動物设定，包括名為瓦倫婷（Valentine）的喪屍虎和喪屍馬。特覺效果團隊拜訪多間動物庇護所，以獲取瓦倫婷的建模製作動畫的實體參考。最終他們選中了卡蘿爾·巴斯金擁有的老虎。黛博拉·史奈德表示，這個選擇是在怪人喬被釋放前做出，且該團隊在巴斯金的庇護所上度過了一個星期。喪屍馬是由特效師蓋布瑞·巴塔洛斯（Gabriel Bartalos）以實體特效所呈現，巴塔洛斯幾年前曾做過類似工作。在训练馬匹時，劇組人員在其上放了很多毛毯以求舒適，或者像盲人一樣將它們蓋在頭上，這讓馬在拍片時可以镇靜下來。劇組以尼龍布套裝呈現喪屍馬的妝容，但因在新墨西哥州拍片正值盛夏，服裝不透氣，故劇組使用馬匹力求精简时间，拍攝完毕再將牠們淋濕降温。

## 音樂
《活屍大軍》的配樂由湯姆·霍肯伯格作曲，先前曾在《蝙蝠俠對超人：正義曙光》（2016年）及《查克·史奈德之正義聯盟》（2021年）與史奈德合作。霍肯伯格表示：「《活屍大軍》是個能開創全新事物的機會，對於一部關於亡靈的電影而言，無疑具有諷刺涵義！我們必須撕碎規則手冊，然後重新檢查一下喪屍電影的聲音，其樂無窮！這是個很有趣的項目。」電影原聲帶試聽於2021年5月13日由米蘭唱片發表，5月21日發售數位版。
最先發表的是霍肯伯格為電影創作的首支曲目；在史奈德的指示下使它變得現代、與眾不同，並透過柔和、黑暗、突顯的困惑元素使其盡可能具備情感。
| 曲目列表 | 曲目列表               | 曲目列表              | 曲目列表 |
| 曲序     | 曲目                   | 演奏者／演唱者        | 时长     |
| -------- | ---------------------- | --------------------- | -------- |
| 1.       | Viva Las Vegas         | 理查起司和艾莉森·克羅 | 5:55     |
| 2.       | Scott and Kate Part 1  |                       | 5:24     |
| 3.       | Scott and Kate Part 2  |                       | 2:49     |
| 4.       | Scott and Kate Part 3  |                       | 4:42     |
| 5.       | Toten Hosen            |                       | 3:56     |
| 6.       | Swimming Pool          |                       | 1:05     |
| 7.       | Not Here               |                       | 1:50     |
| 8.       | 3 Flares               |                       | 4:42     |
| 9.       | Battle Hallway Part 1  |                       | 4:00     |
| 10.      | Battle Hallway Part 2  |                       | 6:41     |
| 11.      | Zeus and Athena Part 1 |                       | 3:17     |
| 12.      | Zeus and Athena Part 2 |                       | 4:14     |
| 总时长： | 总时长：               | 总时长：              | 48:35    |

## 發行
《活屍大軍》定於2021年5月14日在美國部份戲院上映，然後於5月21日在Netflix上發行。起初原定於2020年冬季發行。美國連鎖影院喜滿客同意在兩百間影院放映該片，使《活屍大軍》成為首部在大間連鎖影院廣泛發行的電影。该片因“强烈的暴力血腥情节、充斥不雅语言及含有简短裸露画面”被美國電影協會評為「R級」。當電影正式於上線後，不少觀眾發現電影一些畫面出現壞點；但這種現象不是第一次，同時期出現此狀況的影片越來越頻繁，尤其是視覺效果吃重的作品，例如《朱比特傳奇》和《太陽召喚》。
2021年1月，在的2021年電影前瞻影片中首次對外釋出《活屍大軍》的部份片段。在陸續釋出數張劇照後，2021年2月21日，和史奈德宣布了電影上線日，同時發表了首張前導海報。2月25日，首支前導預告片發表。4月13日釋出正式預告片；預告片中採用了茱蒂·嘉蘭演唱並稍作調整後的歌曲〈幸運日〉。正式預告片發表後很快地受到關注，網上將提格·諾塔羅抽雪茄搬油桶的鏡頭戲稱為「火熱的提格·諾塔羅」（Hot Tig Notaro）、「超性感」（sexy AF）並流行起的推特標籤。此外，奈及利亞喜劇團體Ikorodu Bois翻拍了這支預告片，受到和史奈德本人的肯定。5月13日發表了《活屍大軍》的前15分鐘供外界搶先觀看。

## 反響

### 評價
《活屍大軍》在影評界和觀眾間收穫正評居多。評論匯總網站爛番茄根據280條評論，本片獲得67%的新鮮度，均分6.10／10；共識評論：「《活屍大軍》是部雄心勃勃、夸张过度的喪屍搶劫混合片，將查克·史奈德帶回類型片根源與適當血肉橫飛的世界。」Metacritic網站上根據40條評論，本片獲得57分，屬「好壞參半的評價」。根據PostTrak調查，有83%的觀眾給予正面好評。

### 票房
5月14日在美國上映首日取得29萬美元的票房，在其首週末的430至600間戲院中賺進78萬美元，平均每間1800美元，位居當週票房排名第九。該成績低於業內預估的150萬至200萬美元；但這仍是電影在院線的最佳表現，超越《羅馬》於2018年11月創下五天20萬美元的票房。但Deadline Hollywood認為的目的並非創造票房紀錄，而是增添該平台的用戶。

## 續集
2021年5月22日，查克·史奈德在電影正式上線後表示，有意推出續集，並與沙伊·哈頓已有了故事走向。

## 衍生作
2020年9月，官方宣布正在開發一部前傳電影和一部動漫風格的電視動畫，以擴大受眾範圍。

### 前傳電影
前傳電影由馬提亞斯·史維克福執導。於2020年9月宣布，劇本由沙伊·哈頓編寫。10月18日，查克·史奈德宣布前傳電影將於該週開拍，演出陣容包括娜塔莉·伊曼紐爾、史都華·馬汀、史維克福、古兹·汗和露比·歐·菲等。

### 動畫系列
動畫系列與前傳電影同步發表，主要講述史考特和他的團隊在拉斯維加斯最初淪陷期間的起源故事，同時也會揭露喪屍爆發的神秘源頭。史奈德和傑·奧利瓦都將執導其中的兩集。10月初，喬·曼格尼洛、克利斯汀·史萊特、亨利·藍尼克斯和凡妮莎·哈金斯等演員將在動畫系列中擔任配音員。

## 備註
1. ↑  但仍剪了一些大尺度片段，例如一名脫衣舞男的陰莖被咬掉的片段[43]。

## 外部連結
- 官方网站
- 在Netflix上觀看《活屍大軍》
- 互联网电影数据库（IMDb）上《活屍大軍》的资料（英文）
- 豆瓣电影上《活屍大軍》的資料 （简体中文）